# 下比爾卡
49°50′39″N 24°17′8″E / 49.84417°N 24.28556°E
下比爾卡是烏克蘭西部的村莊，隸屬利維夫州的利維夫區。該村面積2.1平方公里，海拔高度224米，2001年人口503，人口密度每平方公里239.52人。